# Club sportif toulonnais (basket-ball)
Club sportif toulonnais est un ancien club français de basket-ball ayant évolué dans l'élite du championnat de France. Le club, section du club omnisports le Club sportif toulonnais, était basé dans la ville de Toulon. Il fusionne en 1990 avec l'Olympique Sport Hyères pour former le Hyères Toulon Var Basket.
Son homologue féminin a également connu l'élite.

## Palmarès
- Vainqueur de la Coupe de France[1] : 1990

## Entraîneurs successifs
- Jean-Pierre Pelloux